# Cara Williams
Cara Williams   (Brooklyn, 29 de juny de 1925 - Beverly Hills, 9 de desembre de 2021) va ser una actriu estatunidenca.

## Biografia
Filla d'immigrants jueus, va començar a actuar a l'escenari de nena. Després de traslladar-se a Hollywood amb la seva mare, que treballava a la ràdio i en el doblatge dels dibuixos animats. Als 16 anys va caure en el món de la comèdia i el teatre musical amb el nom de 'Bernice Kay'.
A la dècada de 1940 i 1950 va aparèixer en diverses pel·lícules i el 1959 va guanyar una nominació a l'Oscar a la millor actriu secundària per la seva actuació a Fugitius (1957).
Després es va dedicar a la televisió, i es va retirar dels escenaris el 1980.
Va estar casada amb John Drew Barrymore, el pare de Drew Barrymore.

## Filmografia[1]
- 1941: Wide Open Town: Joan Stuart
- 1942: Girls' Town: Ethel
- 1943: Happy Land: Gretchen Barry
- 1944: Sweet and Low-Down: Blonde
- 1944: In the Meantime, Darling: Ruby Mae Sayre
- 1944: Laura: la secretària del despatx de Laura
- 1944: Something for the Boys: la secretària de Calhoun
- 1945: Don Juan Quilligan: la florista de la cinquena avinguda
- 1945: The Spider: Wanda Vann
- 1947: Boomerang !: Irene Nelson
- 1948: Sitting Pretty: la secretària
- 1948: The Saxon Charm: Dolly Humber
- 1949: Knock on Any Door: Nelly Watkins
- 1951: Monte Carlo Baby: Marinette
- 1953: The Girl Next Door: Rosie Grren
- 1954: The Great Diamond Robbery: Maggie Drumman
- 1956: Meet Me in Las Vegas: Kelly Donavan
- 1957: The Helen Morgan Story: Dolly Evans
- 1958: Fugitius (The Defiant Ones): la mare de Billy
- 1959: Never Steal Anything Small: Winnipeg Simmons
- 1963: L'home del Diners' Club (The Man from the Diners' Club): Sugar Pye
- 1971: Doctors' Wives: Maggie Gray
- 1977: The White Buffalo: Cassie Ollinger
- 1978: The One Man Jury: Nancy

## Premis i nominacions

### Nominacions
- 1959: Oscar a la millor actriu secundària per Fugitius
- 1959: Globus d'Or a la millor actriu secundària per Fugitius
- 1962: Primetime Emmy a la millor actriu en sèrie còmica per Pete and Gladys